# Ettore Cedraschi
Ettore Cedraschi (Viggiù, 1º gennaio 1909 – Milano, 1º gennaio 1996) è stato uno scultore italiano.

## Biografia
“Sono un figurativo nel senso più completo per l'amore e il rispetto della figura umana intesa nella interiore ricerca dei valori morali, spirituali ed artistici. Conduco vita semplice dedita soprattutto al mio lavoro in quanto mi considero un semplice operaio che cerca di fare dell'Arte.” E. CEDRASCHI, 1969
Nato a Viggiù il 1º gennaio 1909, si è poi trasferito a Milano, città che lo ha in seguito premiato per i suoi meriti artistici. È noto per la sua attività scultorea presso la Veneranda Fabbrica del Duomo di Milano, nel periodo 1958-1970, ove ha eseguito ben sette statue all'interno e due esterne. Sempre presso il Duomo ha insegnato per alcuni anni alla Scuola d'Arte. Partecipando a significative mostre di scultura, ha riscosso premi e riconoscimenti e sue opere figurano presso collezionisti italiani ed
esteri. Occasionalmente ha realizzato modelli per medaglie.
Il giovane Cedraschi frequenta i corsi serali della Scuola d’Arte Industriale di Viggiù e durante il giorno si dà da fare nella bottega del padre Pietro, che lo avvia con serietà e passione all'apprendimento del mestiere. A diciotto anni inizia a lavorare a Milano presso artisti affermati e negli anni Trenta, in società con i fratelli, apre una bottega artigiana in cui le sculture commissionate da altri artisti e dalla Veneranda Fabbrica del Duomo di Milano vengono tradotte in marmo. Dopo la seconda guerra mondiale riesce ad avviare un'attività parallela, lavorando in un piccolo studio a Milano: solo nel 1960 lascia la collaborazione con i fratelli e, ormai inserito nel contesto milanese, partecipa a numerose mostre collettive alla Permanente.
Della sua vasta produzione, sempre caratterizzata da un tratteggio classico e lineare e dalla compostezza delle forme, si ricordano le opere di genere funerario, i ritratti in bronzo e terracotta, i Monumenti ai Caduti, la immensa statua bronzea del Cuore di Gesù presso il Seminario vescovile di Patti (Me) e sette statue per il Duomo di Milano: quattro per l'altare di S. Giovanni Bono e, per l'esterno, il S. Nicola di Flue sul fianco destro, il S. Camillo de Lellis per una guglia, il S. Riccardo Pampuri (santo medico e religioso beatificato e canonizzato negli anni Ottanta) sul transetto nord. Inoltre, realizza su commissione dei Fatebenefratelli anche la statuetta raffigurante S. Giovanni di Dio che viene donata ai religiosi per il 50° di professione.
La tomba dello scultore si trova presso il cimitero di Viggiù.
A Viggiù, nella sala II del Museo degli Artisti Viggiutesi del Novecento, si conservano i gessi di due Apostoli del gruppo la Trasfigurazione ed un nudo di ragazza.